# Fläsch
Fläsch (toponimo tedesco; in italiano Fiasca o Flasca, desueti) è un comune svizzero di 835 abitanti del Canton Grigioni, nella regione Landquart.

## Storia
Il comune di Fläsch è stato istituito nel 1803 per scorporo da quello di Maienfeld.

## Monumenti e luoghi d'interesse
- Chiesa riformata (già chiesa cattolica di San Nicola), attestata dal 1480[1];
- Rovine delle mura della rocca di Grafenberg[senza fonte].

## Società

### Evoluzione demografica
L'evoluzione demografica è riportata nella seguente tabella:
Abitanti censiti

## Amministrazione
Ogni famiglia originaria del luogo fa parte del comune patriziale e ha la responsabilità della manutenzione di ogni bene ricadente all'interno dei confini del comune.